# Volevamo solo essere felici
Volevamo solo essere felici è il quinto album in studio del cantautore e polistrumentista italiano Francesco Gabbani pubblicato il 22 aprile 2022 dalla BMG Rights Management.

## Descrizione
Il disco si compone di dieci brani, tra i cui i singoli La rete, Spazio tempo, l'omonimo Volevamo solo essere felici e Peace & Love, usciti tra settembre 2021 e giugno 2022.
In Tossico indipendente Gabbani tratta della forza di uscire dalle dipendenze, di ogni forma, chiudendo la canzone con un finale di campionamenti di sitar indiano. Da una parte è una scelta simbolica, in quanto lo strumento simboleggia un momento di meditazione, dall'altra l'autore fa un omaggio all'album Sgt. Pepper's Lonely Hearts Club Band dei Beatles. Tra gli altri brani vi sono anche La mira, facente parte della colonna sonora del film La donna per me, e Puntino intergalattico, descritta dall'autore come una canzone leggera che tratta il tema del vivere nel presente, che racconta del piacere di vivere le emozioni nel "qui e ora", tema molto caro a Gabbani.
Le canzoni che chiudono l'album, Sangue darwiniano e Sorpresa improvvisa, trattano rispettivamente la ricerca di se stessi e il ritorno al contatto con la natura.

## Tracce
1. Tossico indipendente – 4:00 (Filippo Gabbani, Francesco Gabbani)
2. La mira – 3:21 (David De Filippi, Francesco Gabbani)
3. Volevamo solo essere felici – 3:19 (Francesco Gabbani, Fabio Ilacqua)
4. Peace & Love – 3:47 (Francesco Gabbani, Riccardo Zanotti, Marco Paganelli)
5. L'amor leggero – 3:32 (Francesco Gabbani)
6. Spazio tempo – 3:31 (Luigi De Crescenzo, Francesco Gabbani, Fabio Ilacqua)
7. La rete – 3:19 (Francesco Gabbani)
8. Puntino intergalattico – 3:19 (Luigi De Crescenzo, Francesco Gabbani)
9. Sangue darwiniano – 3:07 (Francesco Gabbani, Lorenzo Vizzini)
10. Sorpresa improvvisa – 3:50 (Francesco Gabbani, Leonardo Rosi)

Riedizione streaming
1. Natale tanto vale – 2:49 (Francesco Gabbani, Matteo Cantaluppi)

## Formazione
- Francesco Gabbani - voce, chitarra elettrica, tastiere
- Roberto Dragonetti - basso
- Marco Paganelli - basso, batteria, chitarra acustica, chitarra elettrica, tastiere
- Matteo Cantaluppi - basso, batteria, pianoforte, chitarra, chitarra acustica, chitarra elettrica, tastiere, percussioni, sintetizzatore
- Fabio Rondanini - batteria
- Marco Ulcigrai - chitarra
- Angelo Trabace - pianoforte
- Raffaele Scogna - pianoforte
- Tommaso Colliva - sintetizzatore
- Filippo Gabbani - tastiere
- Carmelo Patti - archi, viola, violino
- Matteo Lipari - viola
- Alessandro Trabace - violino
- Isabel Gallego Lanau - violino
- Valentina Sgarbossa - violoncello
- Andrea Vittori - cori
- Carlo Madaghiele - cori
- Carlo Schramm - cori
- Pietro Bonaiti - cori

## Classifiche
| Classifica (2022) | Posizione massima |
| ----------------- | ----------------- |
| Italia            | 4                 |